# Limanul Sinoe

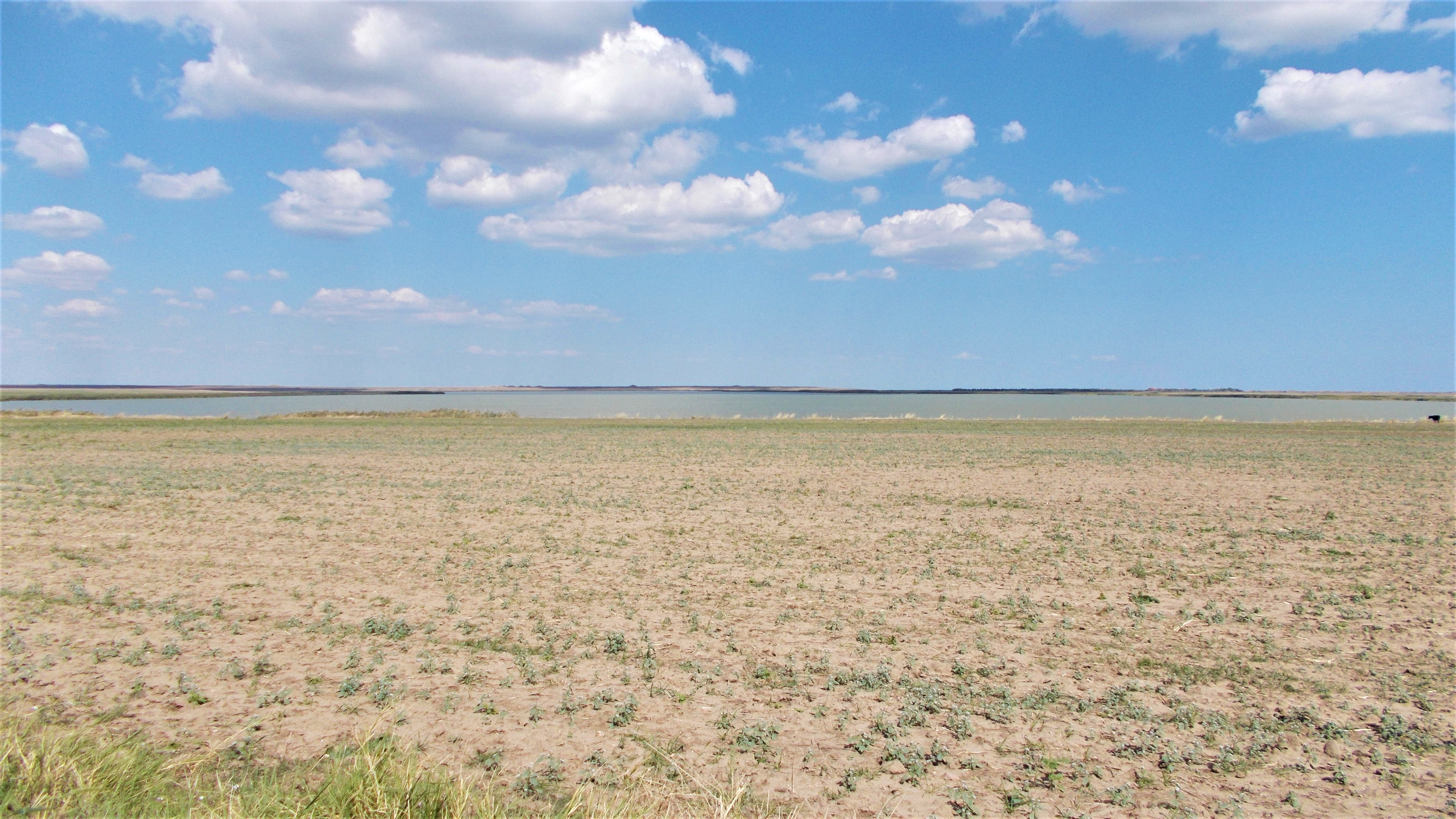
Lacul Sinoe

Sinoe este un liman din complexul limanurilor Razim-Sinoe din Dobrogea.

## Caracteristici
Prin poziția sa în cadrul complexului și prin depărtarea de gura canalelor Dunavăț și Dranov (care aduc apă dulce), limanul Sinoe are o concentrație mare în săruri, de circa 15 g/l. Are o suprafață totală de circa 135,6 km² și o adâncime maximă de 1,6 m.. Pe malul limanului, care în antichitate forma golful Halmyris al mării Negre, se găsesc ruinele cetății antice Histria.